# 부쓰단

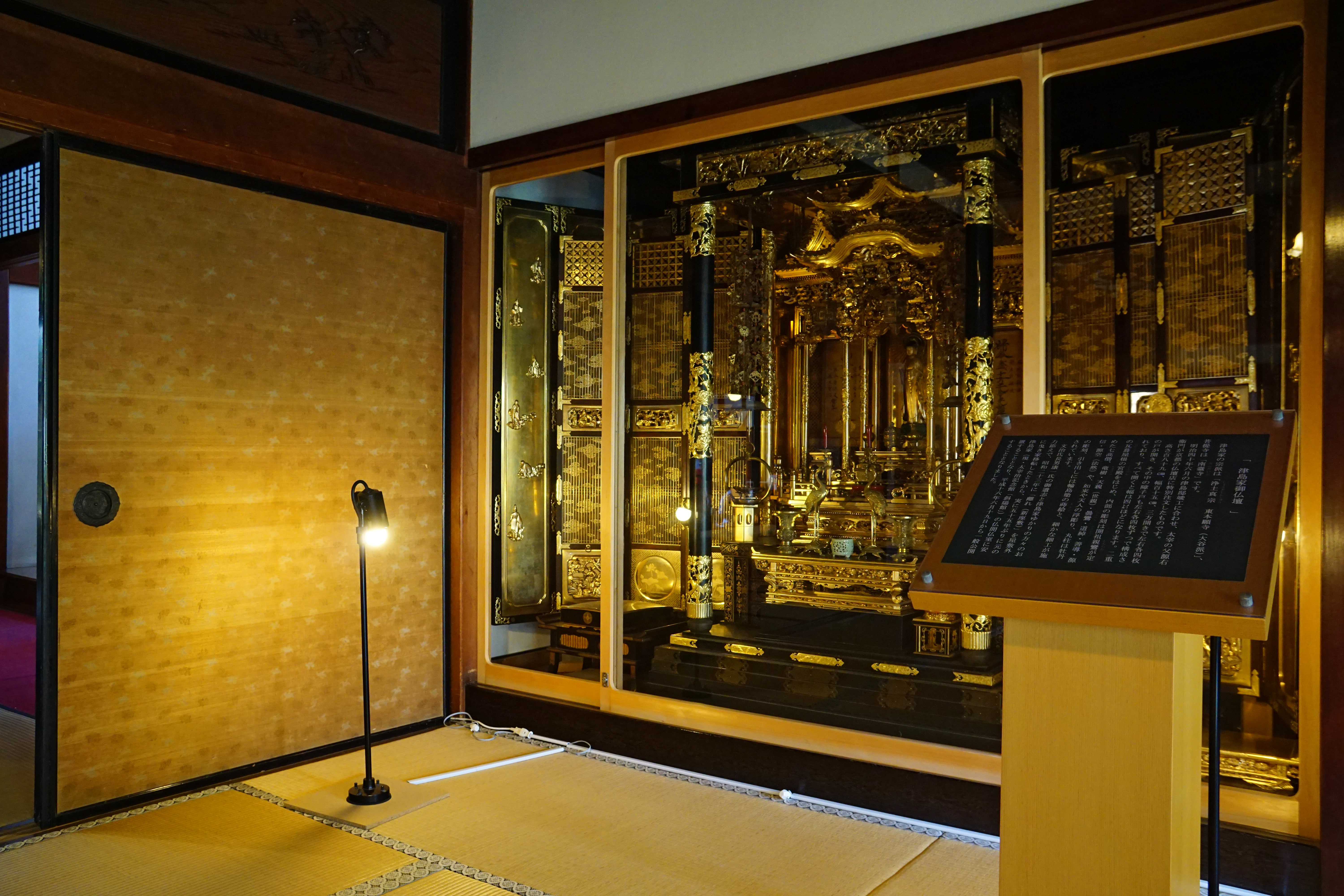
문을 열어둔 부쓰단. 아미타불상을 모셔둔 부쓰단으로 정토진종 신자의 것이다.

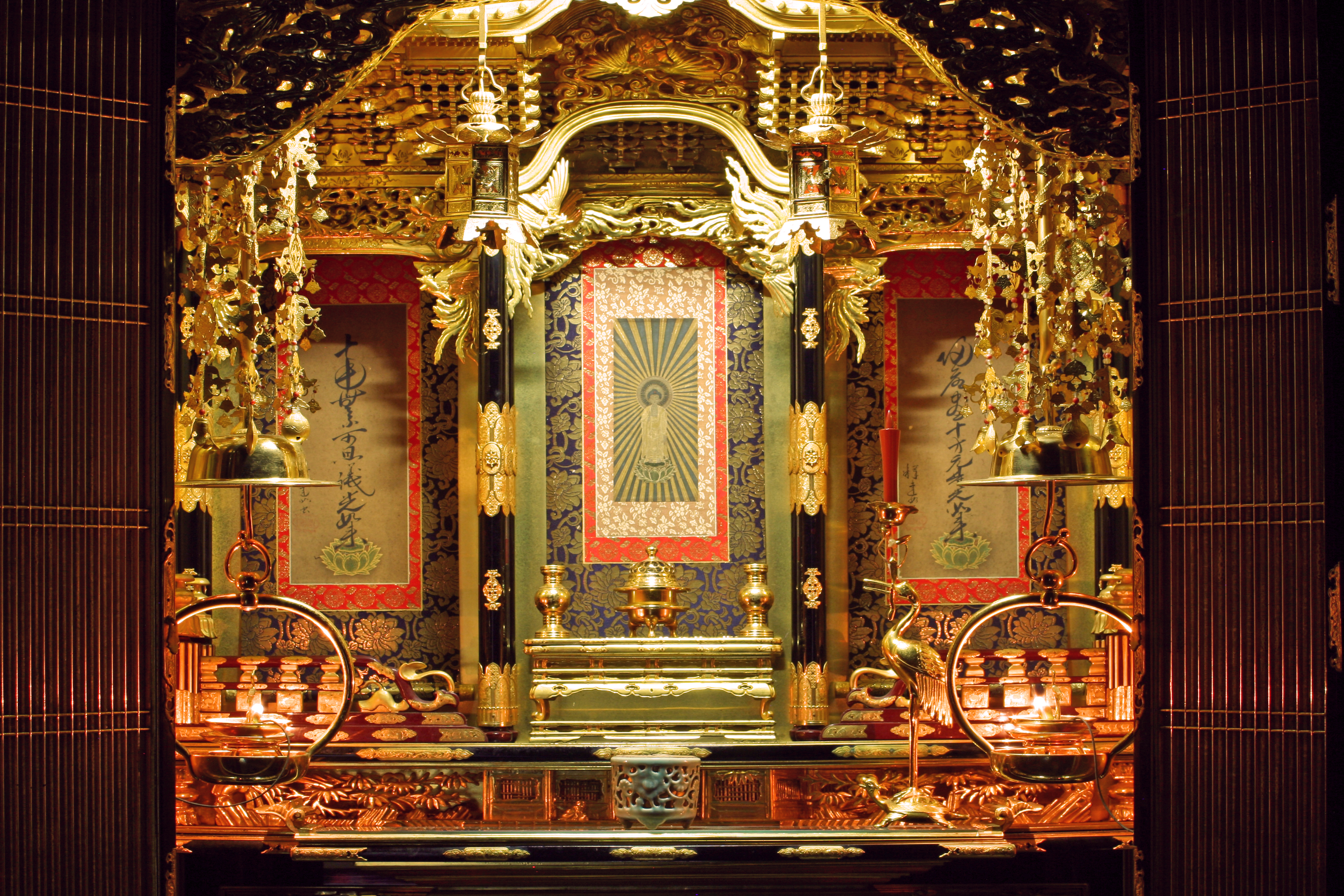
부쓰단 내부의 모습

부쓰단 혹은 부츠단(일본어: 仏壇 →불단)은 일본의 절과 가정에서 흔히 찾아볼 수 있는 일종의 조그만 사당이다. 부쓰단의 단(壇)은 정형화되어 있고, 화려한 장식을 단 것과 간단히 나무로 된 것으로 나뉜다. 안에는 본존이나 부처상·보살상, 만다라를 적은 두루마리 등을 넣고 보관하며 문을 달아 보호하기도 한다.
문이 달린 부쓰단의 경우에는 본존을 모셔두며, 종교의식이 있을 때 열어놓고 끝나면 다시 닫아둔다. 문이 달려있지 않다면 양단이나 백포를 씌워 신성한 공간임을 나타낸다. 불단이라고 하면 사찰에서나 볼 수 있는 한국과는 달리, 일본에서는 전통신앙과 연계되어 부처, 보살을 모시는 것은 물론 세상을 떠난 친족을 모셔두기도 한다. 불교 종단에 따라 부쓰단을 바꾸거나 손볼때 교체 의식을 치루기도 한다.
부쓰단은 보통 '부쓰구' (仏具, 불구)라 부르는 제구들을 담아두는데 촛대, 향로, 종, 그리고 제사상을 차리는 단으로 구성된다. 그밖에 가정 신앙에 따라 위패나 유골함, 과거장 (過去帳, 사망기록부) 등을 부쓰단 안에 혹은 근처에 두기도 한다. 부쓰단을 모시는 방이나 공간은 '부쓰마' (仏間)라고 부른다.

## 배치
부쓰단 내외부에 두는 물건 종류와 배치는 종파와 가정 신앙에 따라 매우 다양하다. 보통은 본존불상을 모셔두는데 그 가정이 따르는 종파를 반영하여 배치한다. 만다라나 수트라의 말씀을 수로 놓아 적어둔 두루마리를 놓아두는 경우도 많다. 이밖에 부쓰단 주변에 두는 물건으로는 차와 물, 음식 (주로 과일이나 쌀), 초, 향로, 꽃, 등불이 있다. 경쇠를 부쓰단 주변에 두기도 하는데 기도할때나 불경을 욀 때 친다. 일부 불교 신자들은 위패나 과거장을 부쓰단 옆에 놓아두는 반면, 정토진종 같은 종단에서는 위패 대신 영정사진을 두기도 한다. 부쓰단은 호적 같은 중요한 문서를 담아두는 큰 장 위에 올려두는 것이 일반적이다.
부쓰단은 일본 전통 가정에서 빼놓을 수 없는 삶의 일부라 할 수 있다. 집안 신앙을 주관하는 사당으로서 죽은 가족을 대하거나 조상의 삶을 되돌아볼 때 특히 그러하다. 지방이라면 더더욱 부쓰단을 놓는 경우가 많아, 90% 이상의 가구가 부쓰단을 가지고 있어 60% 이하에 머무는 도시 지역과는 대조를 이룬다.

## 같이 보기
- 가미다나 – 신토의 사당
- 고혼존
- 싼프라품 – 동남아시아의 힌두교-불교 사당

## 참고서적
- Buckley, Sandra (2002) "Butsudan and Kamidana" in Buckley, Sandra (Ed.) Encyclopedia of Contemporary Japanese Culture, pp. 56–57. London: Routledge. ISBN 0-415-14344-6.
- Hamabata, M. Masayuki (1990). Crested Kimono: Power and Love in the Japanese Business Family. New York: Cornell University Press. ISBN 0-8014-2333-3.
- Lewis, Todd T. (2007). "Butsudan" in Espin, Orlando (Ed.) An Introductory Dictionary of Theology and Religious Studies, pg. 178. Collegeville: Liturgical Press. ISBN 978-0-8146-5856-7.
- Nakamaki, Hirochika (2003). Japanese Religions at Home and Abroad. New York: Routledge/Curzon. ISBN 0-7007-1617-3.
- Reader, Ian (1995). Japanese Religions: Past and Present. Honolulu: University of Hawaii Press. ISBN 0-8248-1545-9.